# Wei Tai-sheng
Wei Tai-sheng (* 20. August 2000) ist ein taiwanischer Leichtathlet, der sich auf den Sprint spezialisiert hat.

## Sportliche Laufbahn
Erste internationale Erfahrungen sammelte Wei Tai-sheng bei den Jugendasienmeisterschaften 2017 in Bangkok, bei denen er über 200 Meter seinen Vorlauf nicht beenden konnte. Im Jahr darauf siegte er bei den Juniorenasienmeisterschaften in Gifu in 21,05 s über 200 Meter und wurde im 100-Meter-Lauf in 10,50 s Fünfter. Zudem gewann er mit der taiwanischen 4-mal-100-Meter-Staffel in 39,72 s die Silbermedaille hinter der Mannschaft aus Japan. Ende August erreichte er bei den Asienspielen in Jakarta das Halbfinale über 200 Meter, in dem er mit 21,27 s ausschied. Außerdem belegte er mit der taiwanischen Stafette in 38,98 s Rang vier. 2019 nahm er erstmals an der Sommer-Universiade in Neapel teil und erreichte dort über 200 Meter das Halbfinale, in dem er mit 21,08 s ausschied. Zudem erreichte er mit der Staffel in 39,78 s Rang vier. 2023 wurde er bei den Asienmeisterschaften in Bangkok mit 48,96 s Achter im Staffelbewerb. Im August belegte er bei den World University Games in Chengdu in 38,86 s den vierten Platz, ehe er im Oktober bei den Asienspielen in Hangzhou mit 39,28 s auf Rang sechs gelangte. 
Bei den World Athletics Relays 2025 in Guangzhou verpasste er mit der 4-mal-100-Meter-Staffel eine Direktqualifikation für die Weltmeisterschaften in Tokio und anschließend belegte er bei den Asienmeisterschaften in Gumi in 40,14 s den vierten Platz. Im Juli schied er bei den World University Games in Bochum mit 10,72 s in der ersten Runde über 100 Meter aus.
2018 wurde Wei taiwanischer Meister im 200-Meter-Lauf sowie 2018, 2020 und 2024 in der 4-mal-100-Meter-Staffel.

## Persönliche Bestzeiten
- 100 Meter: 10,22 s (+1,6 m/s), 23. Oktober 2023 in Tainan
- 200 Meter: 20,97 s (+0,3 m/s), 3. August 2020 in Kaohsiung